# メルセデス・ベンツ・W220
メルセデス・ベンツ・W220（Mercedes-Benz W220 ）は、ドイツの自動車メーカーであるメルセデス・ベンツ・グループがメルセデス・ベンツブランドで展開しているSクラスの、4代目モデルである。W220はそのコードネーム。1998年から2005年まで製造・販売された。
派生モデルとしてクーペタイプのCLクラス（C215）が登場している。なおロングボディ仕様には別途「V220」というコードネームがあるが、通常はそれも含め「W220」と呼ばれる。

## 概要

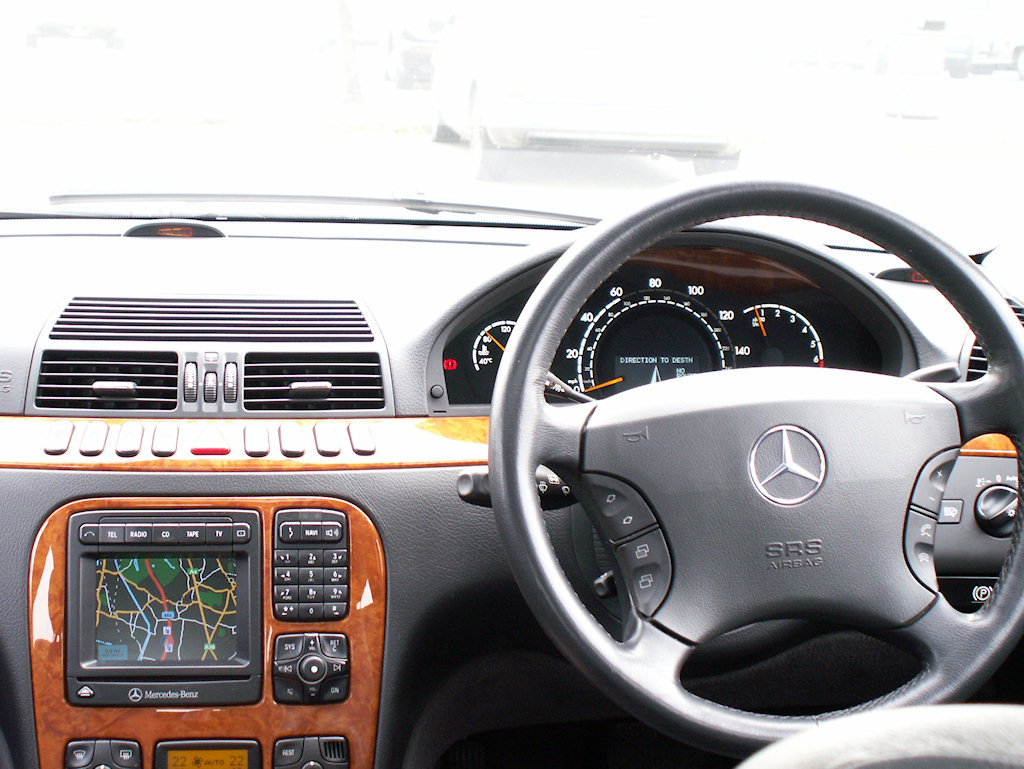
W220（前期型） ダッシュボード

W220（以下、V220も含む）は、先代の3代目Sクラス（W140）が持っていた大柄で威圧的なボディを反省し、サイズダウンを指向したモデルである。W140から、全長で75mm、全幅で30mm、全高で45mm縮小されている。
従来、メルセデスのSクラスといえば、世界で最高の実用車であるとともに、特権階級や富裕層、支配者層に好まれた、権威の象徴でもあった。このW220はそのようなイメージを払拭するため、よりパーソナルでスタイリッシュなデザインを指向した。これは上位車種としてマイバッハが発売予定だったこともあり、先代のW140で不評だった部分を大きく変更した結果でもあった。
外観のデザインでは、ルーフまで回り込んだプレスドアが特徴的である。これは従来のSクラスから大胆に変更された最たるものである（従来はサッシュ式ドア）。車体の前後はイギリス・ジャガー風に強く絞り込まれ、ボディ全体はなだらかな丸みを帯び、各部のプレスラインも減らされスムーズなものとなり、各部クロームメッキも最小限とされた。W220は高級大型セダンでありながらクーペ風のスポーティな外観を持ち、一般や新規の顧客層からは特に好評を呼んだ。その反面、Sクラスならではの威厳や強い威圧感はなくなり、一部顧客からは不評な面もあった。後期型ではこれを踏まえ、ヘッドライトおよびグリルの大型化などの変更がなされている。
内装（インテリア）も従来は直線的で無骨だったものが、曲面で構成される贅沢で都会的な洗練されたデザインとなった。メーターパネルにも自発光式メーターが採用され、これはメルセデス・ベンツ初である。シートは座り心地だけでなく見た目のデザインも追求された。シートの強制換気装置や各種電子装備なども増やされ、快適装備は大幅に充実した。一方、メルセデス・ベンツの内装を特徴付けていた実用性の高さ（誰が乗っても戸惑わない確実さ）は大幅に下がり、構成部品も一部簡略化され、革の材質をはじめとする内装の質感も同様にコストダウンされた。なお、マイナーチェンジ後の後期型では品質改善がなされている。
上級グレード車を除き、各部品点数や構造は一部簡素化されたものの、燃費や走行性能は全面的に進歩している。全車にエアサスペンションが採用された。また、新たに四輪駆動モデルの「4MATIC」が設定されている。
この時代のメルセデス・ベンツは自動車産業全体を取り巻く環境の変化（グローバリゼーション）に伴い、有名な「最善か無か」（Das Beste oder nichts.）というスローガンに象徴される、妥協無き車造り（およびその結果としての高コスト体質・製品の高価格化）から脱しようとしており、会社自身「我々はもはや特別な自動車メーカーではない」としてトヨタ自動車的な大量生産・フルラインメーカーとして改革中であった。このため設計や開発そして生産体制にも大きな見直しが入っている。結果、W220は「メルセデスらしくない」と批判的に評されることが多い。しかし販売面は極めて好調であり、歴代Sクラスの中ではW126、W222の次に売れたモデルとなっている。
W220はドアミラー内蔵式の側面方向指示器（いわゆるドアミラーウインカー）を純正採用した世界初の市販車である。この装備はW220の登場以降、世界中のメーカーが模倣・追随しており、メルセデス・ベンツの影響力が今なお衰えていないことが窺える。なお、この装備に関しては、安全性の向上に寄与し得るとの調査結果がある。

## 日本での正規販売モデル一覧

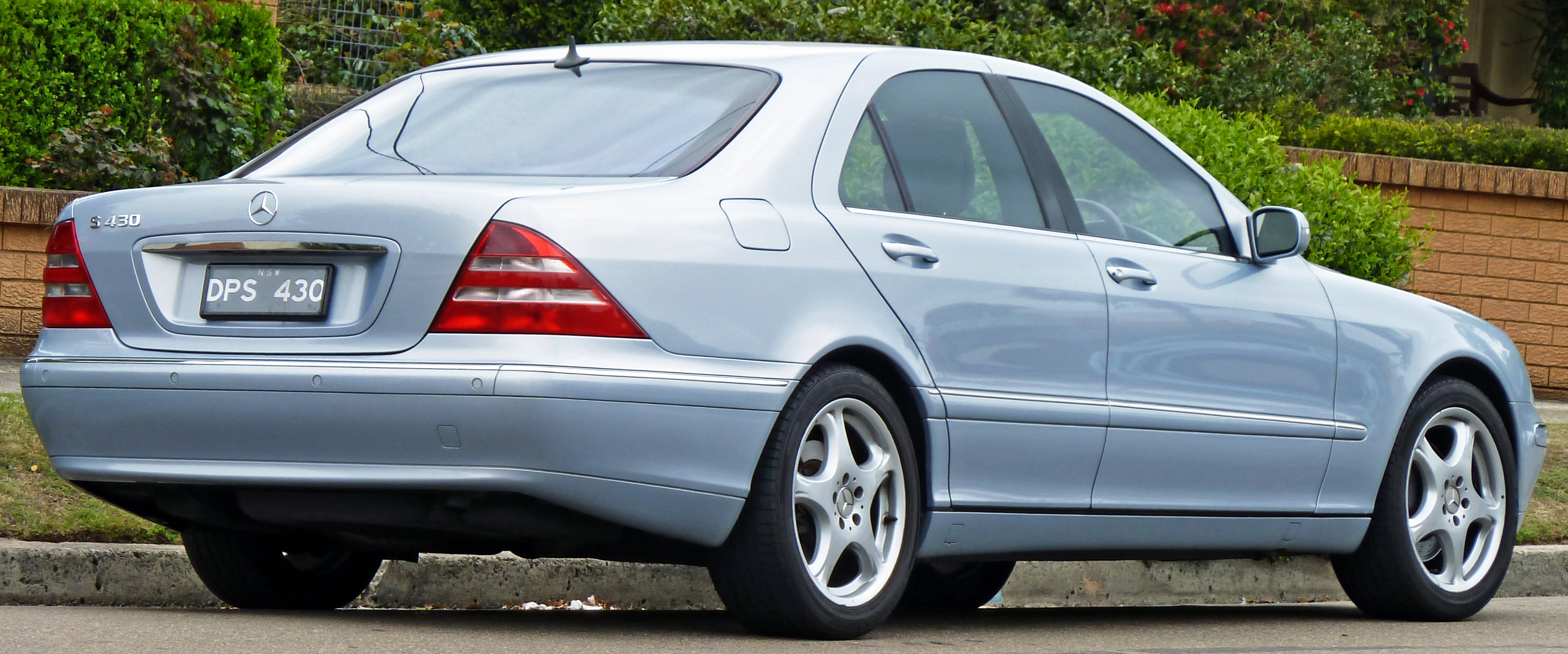
S430（前期型） リア

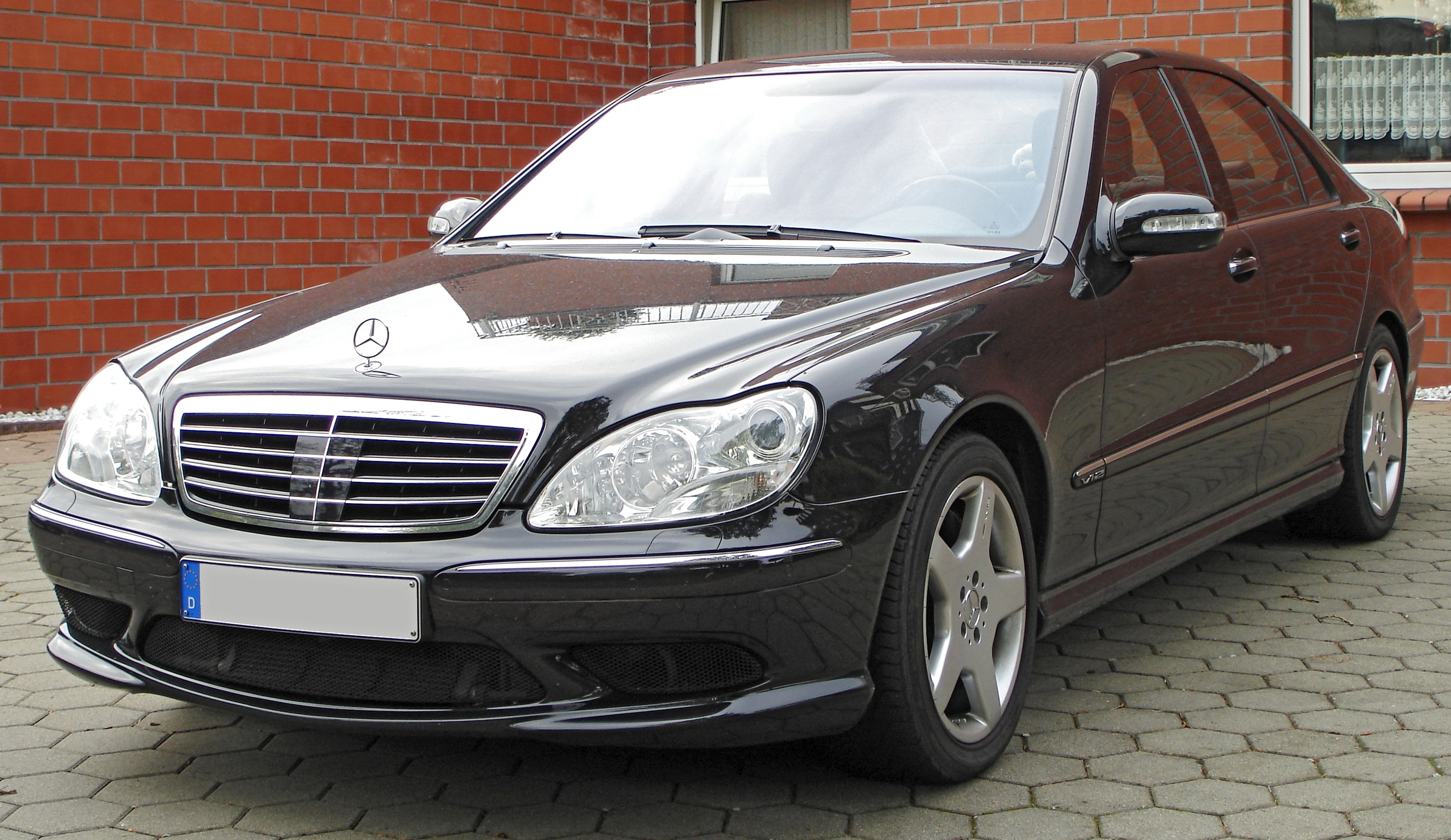
S600（後期型） フロント

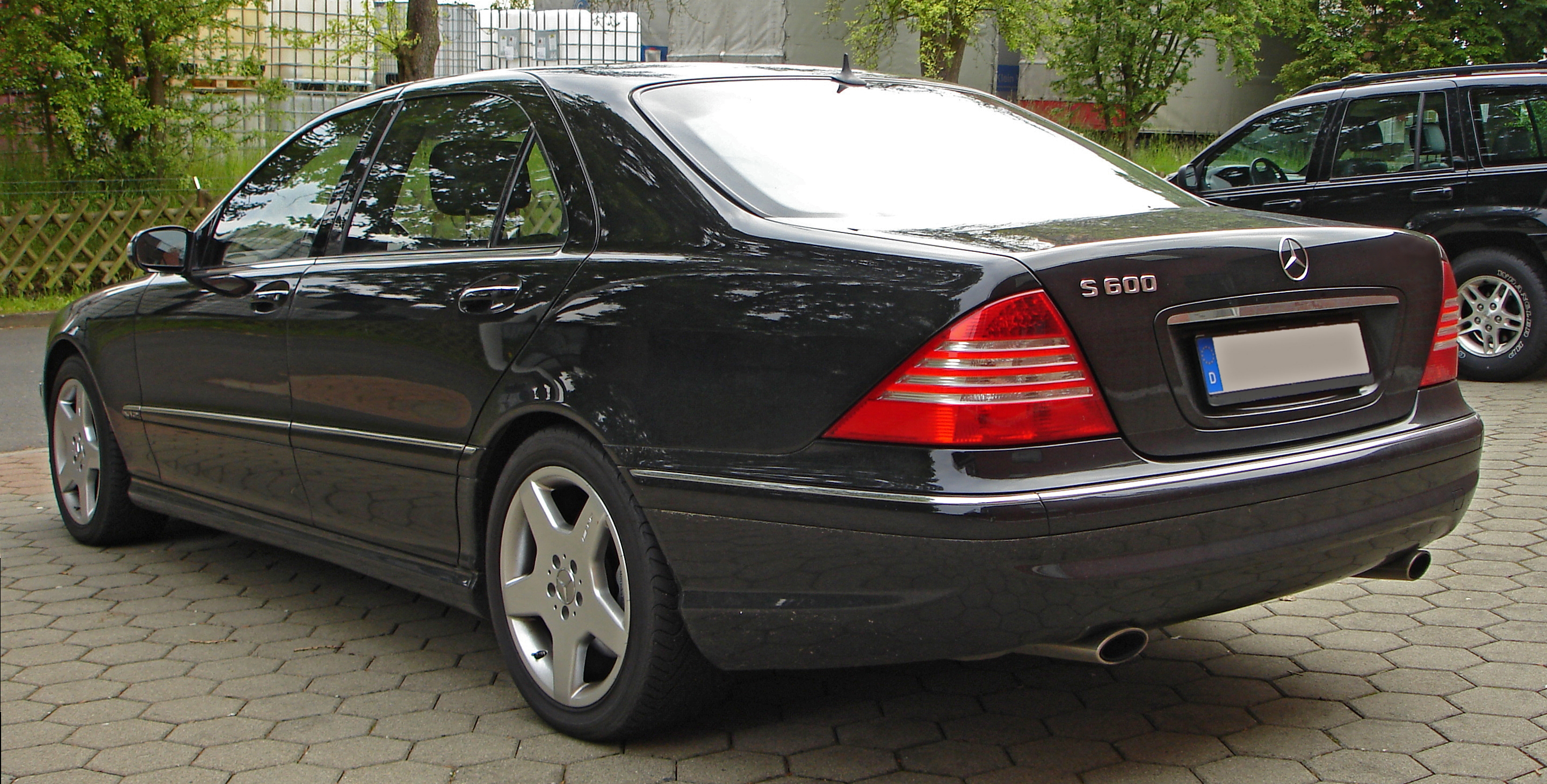
S600（後期型） リア

| グレード         | 販売期間                         | エンジン                           | 排気量  | 最高出力       | 変速機                        | 駆動方式 |
| 前期型           | 前期型                           | 前期型                             | 前期型  | 前期型         | 前期型                        | 前期型   |
| ---------------- | -------------------------------- | ---------------------------------- | ------- | -------------- | ----------------------------- | -------- |
| S320             | 1998年11月-2002年11月            | V型6気筒SOHC18バルブ               | 3,199cc | 224PS 32.1kgm  | 5速AT                         | FR       |
| S430             | 1998年11月-2002年11月            | V型8気筒SOHC24バルブ               | 4,265cc | 279PS 40.8kgm  | 5速AT                         | FR       |
| S500 S500L       | 1998年11月-2005年10月            | V型8気筒SOHC24バルブ               | 4,965cc | 306PS 46.9kgm  | 5速AT                         | FR       |
| S600L            | 2000年5月-2002年11月             | V型12気筒 SOHC                     | 5,785cc | 367PS 54.1kgm  | 5速AT                         | FR       |
| S55 AMG S55L AMG | 2001年4月-2002年11月             | V型8気筒 SOHC 24バルブ             | 5,438cc | 360PS 54.0kgm  | 5速AT                         | FR       |
| S63L AMG         | 2002年3月-2002年11月（期間限定） | V型12気筒 SOHC                     | 6,258cc | 444PS 63.2kgm  | 5速AT                         | FR       |
| 後期型           |                                  |                                    |         |                |                               |          |
| S350             | 2002年11月-2005年10月            | V型6気筒 SOHC                      | 3,724cc | 245PS 35.7kgm  | 5速AT                         | FR       |
| S430 4MATIC      | 2002年11月-2005年10月            | V型8気筒 SOHC                      | 4,265cc | 279PS 40.8kgm  | 5速AT                         | 4WD      |
| S500 S500L       | 1998年11月-2005年10月            | V型8気筒 SOHC 24バルブ             | 4,965cc | 306PS 46.9kgm  | 5速AT （2003年11月より7速AT） | FR       |
| S600L            | 2002年11月-2005年10月            | V型12気筒 SOHC ツインターボ        | 5,513cc | 500PS 81.6kgm  | 5速AT                         | FR       |
| S55 AMG S55L AMG | 2002年11月-2005年10月            | V型8気筒 SOHC スーパーチャージャー | 5,438cc | 500PS 71.4kgm  | 5速AT                         | FR       |
| S65L AMG         | 2003年10月-2005年10月            | V型12気筒 SOHC ツインターボ        | 5,980cc | 612PS 102.0kgm | 5速AT                         | FR       |

## 日本における小売価格設定
販売期間の半ばの2001年1月、価格改定により実質的な大幅値下げが行われた。その前後における主なモデルの正規販売価格（定価・消費税別）は次の通り。
- S600L：1,690万円→1,450万円
- S500：1,240万円→1,080万円
- S320：880万円→800万円